# Мехтилд фон Хохщаден
Мехтилд фон Хохщаден (на немски: Mechtild von Hochstaden; † сл. 1264) е графиня от Аре-Хохщаден и чрез женитба господарка на Изенбург. Тя е далечен роднина на Хоенщауфените.

## Произход
Тя е дъщеря на граф Лотар I фон Аре-Хохщаден († 1222) и съпругата му Мехтилд фон Вианден († 1241), дъщеря на граф Фридрих III фон Вианден († сл. 1200) и Мехтилд фон Нойербург († сл. 1200). Сестра е на Конрад фон Хохщаден, архиепископ на Кьолн (1238 – 1261).

## Фамилия
Мехтилд се омъжва пр. 1246 г. за граф Хайнрих II фон Изенбург († сл. 1278), най-големият син на Хайнрих I фон Изенбург (1160 – 1227) и Ирмгард фон Бюдинген-Мьорле († сл. 1220). Те имат децата:
- Герлах I фон Изенбург-Аренфелс († сл. 1303), женен 1252 г. за Елизабет фон Клеве († 1283)
- Юта фон Изенбург († сл. 23 април 1314), омъжена 1258 г. за граф Готфрид I фон Спонхайм-Сайн († ок. 1282/1284)
- Лудвиг фон Изенбург-Клееберг († сл. 1290), женен за Хайлвиг фон Тюбинген-Гисен († сл. 1294)
- Еберхард († 1292), женен сл. 1278 г. за Изабела фон Хайнсберг († сл. 1287)
- Бертелина фон Изенбург († сл. 1227)
- Елиза фон Изенбург († сл. 1276), омъжена пр. 1264 г. за Дитер фон Молсберг († сл. 1276)
- Хайнрих († 28 септемеври 1291), приор на Св. Куниберт в Кьолн (1263)
- Конрад фон Изенбург († сл. 1296), 1286 в свещен орден в Мюнерщат